# Akköprü-Talsperre
Die Akköprü-Talsperre (türkisch Akköprü Barajı) ist eine 2009 fertiggestellte Talsperre am Dalaman Çayı im Südwesten der Türkei.
Sie wurde 24 km östlich von Köyceğiz nahe den Dörfern Akköprü und Beyobasi in der Provinz Mugla gebaut. Ihr Zweck ist die Bewässerung eines 14.192 ha großen Gebietes, Stromerzeugung und Hochwasserkontrolle für die Stadt Dalaman und ihren Flughafen.
Der Staudamm aus Felsschüttmaterial ist über dem Flussbett 112,5 m hoch. Die Gesamthöhe des Bauwerks (über Gründungssohle) wird mit 162,5 m angegeben.
Das Wasserkraftwerk mit seinen beiden Francis-Turbinen leistet zweimal 57,5 MW, zusammen 115 MW, und soll ab 2008 eine Energiemenge von jährlich 343 GWh produzieren.
Die ersten Pläne datieren aus dem Jahr 1980, aber die Bauarbeiten begannen erst 1996. Die endgültige Fertigstellung erfolgte 2009. Ende 2010 nahm das Wasserkraftwerk den Probebetrieb auf. Von dem gesamten Speicherraum sind im Betrieb als Nutzraum 195,81 Mio. m³ nutzbar.